# Cornelis van Almonde
Cornelis van Almonde, Cornelius von Almonde (ur. 1762 w Gdańsku, zm. 6 listopada 1844 w Gdańsku) – gdański kupiec, holenderski urzędnik konsularny, mennonita który przeszedł na kalwinizm.

## Życiorys
Rodzina przybyła w XVII w. z Holandii. Jego ojcem był również Cornelius (1719–1792), jak i dziadek Cornelius (1682-1760).
Zajmował się handlem zbożem, m.in. był współwłaścicielem (1815–1828) największej miejscowej firmy kupieckiej Almonde und Behrend, zajmującej się również handlem suknem, jedwabiem i wielbłądzią wełną przy Hundegasse 51 (ul. Ogarna) (1817), właścicielem kamienic przy Langgasse 19 (ul. Długa), domu letniskowego we Wrzeszczu przy obecnej ul. Miszewskiego i Hundegasse 66, spichlerza „Król Dawid” (König David) na Wyspie Spichrzów, wsi Piecki (Pietzkendorf), obecnie w granicach Gdańska, oraz osady Arciszewo (Artschau) koło Straszyna pod Gdańskiem (1808). Pełnił funkcję konsula Holandii w Gdańsku (1810-1844).
Początkowo mieszkał w kamienicy przy Krebsmarkt (Targ Rakowy). Zajmował pałacyk przy Langgarten 47 (ob. ul. Długie Ogrody); początkowo jako dzierżawca (od 1803), następnie właściciel (od 1808), w którym m.in. gościł Napoleon Bonaparte (1807). Prowadził też działalność charytatywną - był prezesem zarządu szpitali św. Ducha i św. Elżbiety w Gdańsku (1797).